# 부서진 밤
"부서진 밤"(Pu-seo-jin bam, Broken Night)은 한국에서 제작된 양효주 감독의 2010년 드라마 영화이다. 이민지 등이 주연으로 출연하였다.

## 출연

### 주연
- 이민지
- 한주완
- 정인기

## 기타
- 프로듀서: 박홍준
- 조명: 전영석
- 사운드: 심은효